# Phare nord de Fair Isle
Le phare nord de Fair Isle (ou phare de Skroo) est un phare situé au nord-est de l'île de Fair Isle. Cette île, se trouvant entre les Orcades au sud et les Shetland au nord, est l'une des îles isolées de l'archipel des Shetland en Écosse.
Ce phare est géré par le Northern Lighthouse Board (NLB) à Édimbourg, l'organisation de l'aide maritime des côtes de l'Écosse.

## Le phare
Le phare a été conçu par les ingénieurs civils écossais David Alan Stevenson et Charles Alexander Stevenson et mis en service le 1er novembre 1892. C'est une tour ronde en maçonnerie de 14 m de haut, avec galerie et lanterne, attenante à des maisons de gardiens d'un étage et des bâtiments annexes, entourée par un mur de pierre. La station est peinte en blanc et la lanterne est noire. Elle est placée en haut d'une falaise au nord-est de l'île
La station fut lourdement endommagée par deux attaques aériennes allemandes au printemps 1941.
Identifiant : ARLHS : SCO-078 - Amirauté : A3756 - NGA : 3316.

### Liens connexes
- Liste des phares en Écosse
- Phare sud de Fair Isle